# Yeso Amalfi
Yeso Amalfi (São Paulo, 6 de diciembre de 1925 - São Paulo, 10 de mayo de 2014) fue un futbolista brasileño que jugaba en la demarcación de delantero.

## Clubes
| Club                  | País      | Periodo   | Partidos Jugados | Goles |
| --------------------- | --------- | --------- | ---------------- | ----- |
| São Paulo FC          | Brasil    | 1943-1948 | 78               | 30    |
| Boca Juniors          | Argentina | 1948-1949 | 15               | 2     |
| Peñarol               | Uruguay   | 1949-1950 |                  |       |
| OGC Niza              | Francia   | 1950-1951 | 19               | 6     |
| Torino Football Club  | Italia    | 1951-1952 | 27               | 2     |
| AS Monaco FC          | Francia   | 1952      |                  |       |
| RCF Paris             | Francia   | 1952-1955 |                  |       |
| Red Star              | Francia   | 1955-1957 | 31               | 6     |
| Olympique de Marsella | Francia   | 1957-1958 | 21               | 1     |
| CA Paris              | Francia   | 1958-1959 |                  |       |

## Palmarés

### Campeonatos nacionales
| Título              | Club     | País    | Año  |
| ------------------- | -------- | ------- | ---- |
| Campeonato Uruguayo | Peñarol  | Uruguay | 1949 |
| Division 1          | OGC Niza | Francia | 1951 |